# Anepitacta katangica
Anepitacta katangica är en insektsart som beskrevs av Max Beier 1965. Anepitacta katangica ingår i släktet Anepitacta och familjen vårtbitare. Inga underarter finns listade i Catalogue of Life.